# باشگاه فوتبال انان اتلتیک
باشگاه فوتبال آنان اتلتیک (انگلیسی: Annan Athletic F.C.)یک باشگاه فوتبال در شهر انان، اسکاتلند است.